# Acacia loretensis
Acacia loretensis är en ärtväxtart som beskrevs av James Francis Macbride. Acacia loretensis ingår i släktet akacior, och familjen ärtväxter. Inga underarter finns listade i Catalogue of Life.